# Villanueva de Gumiel
Villanueva de Gumiel – gmina w Hiszpanii, w prowincji Burgos, w Kastylii i León, o powierzchni 22,33 km². W 2011 roku gmina liczyła 298 mieszkańców.